# If You Love These Blues, Play 'Em as You Please
If You Love These Blues, Play 'Em as You Please è il secondo album di Mike Bloomfield che fu pubblicato nel dicembre del 1976 dall'etichetta
Sonet Records e prodotto da Mike Bloomfield e Eric Kriss. Nel 2004 la Kicking Mule Records ristampò su CD l'album (con brani aggiunti) assieme a Bloomfield & Harris
(per un totale di 31 brani).

## Tracce
Lato A
1. If You Love These Blues – 1:08 (Mike Bloomfield)
2. Hey, Foreman – 2:50 (Mike Bloomfield)
3. WDIA – 4:08 (Mike Bloomfield)
4. Death Cell Rounder Blues – 3:40 (Mike Bloomfield)
5. City Girl – 4:40 (Mike Bloomfield)
6. Kansas City – 3:25 (Jim Jackson)

Lato B
1. Mama Lion – 3:57 (Nick Gravenites)
2. Thrift Shop Rag – 1:55 (Mike Bloomfield)
3. Death in My Family – 4:13 (Mike Bloomfield)
4. East Colorado Blues (Mike Bloomfield)
5. Blue Ghost Blues – 3:46 (Lonnie Johnson)
6. The Train Is Gone – 3:18 (Mike Bloomfield)
7. The Altar Song – 2:15 (Brano tradizionale)

## Musicisti
- Mike Bloomfield - chitarra elettrica (brani A1, A3 & B1), voce, chitarra acustica, slide guitar, basso (brano A2), voce, chitarra acustica (brani A4, A6, B4 & B5), voce, chitarra elettrica (brano A5), chitarra acustica (brano B2), chitarra elettrica, pianoforte (brano B3), voce, chitarra acustica, banjo (brano B6), chitarra acustica, basso, batteria, pianoforte, organo, slide guitar (brano B7)
- Nick Gravenites - voce, chitarra elettrica (brano B1)
- Eric Kriss - pianoforte (brani A2 & A4)
- Ira Kamin - organo (brani A1 & B3), organo, pianoforte (brano A3), pianoforte (brani A5, B1 & B6)
- Hart McNee - sassofono baritono (brani A5 & B3)
- Ron Stallings - sassofono tenore (brani A5 & B3)
- Doug Kilmer - basso (brani A1, A3, A5, B3 & B6)
- Roger Troy - basso (brano B1)
- Tom Donlinger - batteria (brani A1, A2, A3, A5 & B1)
- David Neditch - batteria (brani B3 & B6)